# Louise Hansson
Louise Maria Hansson (Helsingborg, 24 de noviembre de 1996) es una deportista sueca que compite en natación. Su hermana Sophie compite en el mismo deporte.
Ganó tres medallas en el Campeonato Mundial de Natación, en los años 2015 y 2024, y diez medallas en el Campeonato Mundial de Natación en Piscina Corta, en los años 2021 y 2022.
Además, obtuvo ocho medallas en el Campeonato Europeo de Natación entre los años 2014 y 2022, y diez medallas en el Campeonato Europeo de Natación en Piscina Corta entre los años 2013 y 2023.
Participó en dos Juegos Olímpicos de Verano, ocupando el quinto lugar en Río de Janeiro 2016, en 4 × 100 m libre y 4 × 200 m libre, y el quinto en Tokio 2020, en 100 m mariposa y 4 × 100 m estilos.

## Palmarés internacional
| Campeonato Mundial                  | Campeonato Mundial     | Campeonato Mundial | Campeonato Mundial    |
| Año                                 | Lugar                  | Medalla            | Prueba                |
| ----------------------------------- | ---------------------- | ------------------ | --------------------- |
| 2015                                | Kazán (Rusia)          | Medalla de plata   | 4 × 100 m estilos     |
| 2024                                | Doha (Catar)           | Medalla de plata   | 4 × 100 m estilos     |
| 2024                                | Doha (Catar)           | Medalla de bronce  | 100 m mariposa        |
| Campeonato Mundial en Piscina Corta |                        |                    |                       |
| Año                                 | Lugar                  | Medalla            | Prueba                |
| 2021                                | Abu Dabi (EAU)         | Medalla de oro     | 100 m espalda         |
| 2021                                | Abu Dabi (EAU)         | Medalla de oro     | 4 × 50 m estilos      |
| 2021                                | Abu Dabi (EAU)         | Medalla de oro     | 4 × 100 m estilos     |
| 2021                                | Abu Dabi (EAU)         | Medalla de plata   | 100 m mariposa        |
| 2021                                | Abu Dabi (EAU)         | Medalla de plata   | 4 × 50 m libre        |
| 2021                                | Abu Dabi (EAU)         | Medalla de bronce  | 50 m espalda          |
| 2021                                | Abu Dabi (EAU)         | Medalla de bronce  | 4 × 100 m libre       |
| 2022                                | Melbourne (Australia)  | Medalla de bronce  | 100 m mariposa        |
| 2022                                | Melbourne (Australia)  | Medalla de bronce  | 100 m estilos         |
| 2022                                | Melbourne (Australia)  | Medalla de bronce  | 4 × 50 m estilos      |
| Campeonato Europeo                  |                        |                    |                       |
| Año                                 | Lugar                  | Medalla            | Prueba                |
| 2014                                | Berlín (Alemania)      | Medalla de oro     | 4 × 100 m libre       |
| 2014                                | Berlín (Alemania)      | Medalla de plata   | 4 × 200 m libre       |
| 2016                                | Londres (Reino Unido)  | Medalla de bronce  | 4 × 100 m libre       |
| 2021                                | Budapest (Hungría)     | Medalla de bronce  | 100 m mariposa        |
| 2022                                | Roma (Italia)          | Medalla de oro     | 100 m mariposa        |
| 2022                                | Roma (Italia)          | Medalla de oro     | 4 × 100 m estilos     |
| 2022                                | Roma (Italia)          | Medalla de plata   | 4 × 100 m libre       |
| 2022                                | Roma (Italia)          | Medalla de bronce  | 4 × 100 m libre mixto |
| Campeonato Europeo en Piscina Corta |                        |                    |                       |
| Año                                 | Lugar                  | Medalla            | Prueba                |
| 2013                                | Herning (Dinamarca)    | Medalla de plata   | 4 × 50 m libre        |
| 2013                                | Herning (Dinamarca)    | Medalla de plata   | 4 × 50 m estilos      |
| 2015                                | Netanya (Israel)       | Medalla de plata   | 4 × 50 m estilos      |
| 2015                                | Netanya (Israel)       | Medalla de bronce  | 200 m estilos         |
| 2017                                | Copenhague (Dinamarca) | Medalla de plata   | 4 × 50 m libre        |
| 2023                                | Otopeni (Rumania)      | Medalla de oro     | 100 m mariposa        |
| 2023                                | Otopeni (Rumania)      | Medalla de oro     | 4 × 50 m libre        |
| 2023                                | Otopeni (Rumania)      | Medalla de oro     | 4 × 50 m estilos      |
| 2023                                | Otopeni (Rumania)      | Medalla de plata   | 50 m espalda          |
| 2023                                | Otopeni (Rumania)      | Medalla de bronce  | 100 m estilos         |